# Aeroportul Victoria River Downs
Aeroportul Victoria River Downs (IATA: VCD, ICAO: YVRD) este un aeroport din Teritoriul de Nord, Australia.
Situat la o altitudine de 89 m, aeroportul dispune de o singură pistă.